# Studio Virtanen
Studio Virtanen var en talkshow som sändes på TV8. Programledare var Aftonbladet-journalisten Fredrik Virtanen. Talkshowen startade under våren 2006 och har även sänts i ZTV. Totalt sändes fem säsonger av Studio Virtanen, samt två specialsäsonger från Marstrand. Programmet har gäster som intervjuas och ömsom provoceras, ömsom smeks av Virtanen. 
Fasta panelmedlemmar i den första säsongen bland andra Fredrik Strage, Jonna Sima, Isobel Hadley-Kamptz och  Leo Lagercrantz.
I den andra säsongen bestod panelen av bland andra Spy Bars Karin Winther, Nöjesguidens Carl Reinholdtzon Belfrage, Elin Alvemark, Fredrik Strage, Malena Rydell, Ebba von Sydow och författaren och bloggpionjären Sigge Eklund. Därutöver hade konstnären Joanna Rytel en fast feministisk performance i programmet, där hon bland annat strippade för djuren på Skansen.
I Min bror Frank gestaltade komikern Henrik Dorsin programledarens misslyckade och svårt SoFo-besatta bror från Motala. I säsong tre av Studio Virtanen har Bo Melin och Pål Hollender det återkommande inslaget Konsthemmet, där de två presenterar olika videokonstprojekt från svenska konstskolor. Ett annat fast inslag är Indienyheterna med Hasse Aro, där Efterlyst-profilen dissekerar det senaste från indievärlden. Vikarien på posten har varit Erik Arnér och Robert Aschberg.
Bland gästerna i Studio Virtanen märks bland andra Horace Engdahl, Thorsten Flinck, Kerstin Hallert, Martin Kellerman, Eva Röse, Adam Alsing, Fredrik Reinfeldt, Lena Nyman, Håkan Hellström, Maria Bonnevie, Carl Johan De Geer, Andres Lokko, Jonas Hassen Khemiri, Peter Englund, Ken Lennaard, Carolina Gynning, Tore Kullgren, Lasse Berghagen, Gunilla Pontén och Fredrik Wikingsson.
Från och med säsong två har programmet ofta bjudit på livemusik, både större artister och oetablerade band. Däribland Hello Saferide, The Field, Orup, The Tenniscoats, Pacific, Andreas Mattsson, Veronica Maggio, Jonas Kullhammar, Eldkvarn, Isolation Years, Fibes! Oh Fibes!, Håkan Hellström, BWO, The Plan, Anna Ternheim, Addis Black Widow, Marit Bergman, Håkan Lidbo, Juvelen, Those Dancing Days och Weeping Willows. 
Sommaren 2007 sändes specialaren Studio Virtanen: Marstrand från stora scenen på Marstrand. Janne Josefsson, Ulf Ekberg, Birgitta Stenberg, Peter Harryson, Ebba von Sydow, Harald Treutiger och Hästpojken var bara några westcoast-stjärnor som tittade förbi.
Vinjettmusiken i Studio Virtanen är remixad av Andreas Tilliander. Bland de som jobbat med programmet märks Johan Lindqvist, Niklas Eriksson, Magnus Talib samt TV8:s dåvarande programchef Thomas Hall. Under perioder har popartisten Montt Mardié agerat husband.